# Wake Me Up (canção de Girls Aloud)
"Wake Me Up" é o título do 8° single do grupo pop britânico Girls Aloud, e o quinto e último do seu segundo álbum de estúdio, What Will the Neighbours Say?. O single foi lançado no Reino Unido em 21 de fevereiro de 2005 pela gravadora Polydor Records.

## Lançamento e recepção
O single enfrentou uma pequena controvérsia devido sua letra poder ser interpretada como uma música de "bêbado", fazendo referências às bebidas Bud e Margarita. No entanto, existe uma versão da música onde esse duplo sentido não acontece. Essa versão demo foi lançada no disco bônus da coletânea do grupo, The Sound of Girls Aloud.
O vocalista da banda de rock alternativo Franz Ferdinand, Alex Kapranos elogiou a música enquanto trabalhava com o produtor Brian Higgins:
| “ | Estivemos interessados em Brian durante anos. A produção dele em Wake Me Up das Girls Aloud foi a que me chamou a atenção primeiro. Lembro-me de pensar: 'Que diabo é isso? É impressionante'. Havia algo na música, que foi imediato, mas perigoso - raro em uma girl band. É realmente alucinante. | ” |

## Videoclipe
O vídeo de Wake Me Up começa com as garotas colocando capacetes de motocicleta. Logo em seguida, surge uma estrada, e nela chegam as cinco garotas em cima de uma moto cada, em uma espécie de corrida. Na sequência do clipe, as garotas aparecem colando tatuagens falsas no braço, pintando as unhas e usando um secador de cabelo, tudo em cima das motos em movimento.
Em determinado momento, as garotas descem das motos para dançar. Depois voltam às motos, e desaparecem pela estrada. No final do clipe ainda aparece cada garota com seu capacete.

## Faixas e formatos
Esses são os principais formatos e tracklists lançados do single de "Wake Me Up".
| #                | Título                                            | Duração |
| ---------------- | ------------------------------------------------- | ------- |
| UK CD1 (Polydor) |                                                   |         |
| 1.               | "Wake Me Up"                                      | 3:27    |
| 2.               | "I'll Stand by You" (Gravitas Vocal Dub Mix Edit) | 6:26    |
| UK CD2 (Polydor) |                                                   |         |
| 1.               | "Wake Me Up"                                      | 3:27    |
| 2.               | "Wake Me Up" (Tonys Lamezma's "Love Affair")      | 7:01    |
| 3.               | "History"                                         | 4:37    |
| 4.               | "Wake Me Up" (Video)                              | 3:27    |
| 5.               | "Wake Me Up" (Karaoke)                            | 3:27    |
| 6.               | "Wake Me Up" (Jogo)                               |         |
| 7" (Polydor)     |                                                   |         |
| 1.               | "Wake Me Up"                                      | 3:27    |
| 2.               | "Loving Is Easy"                                  | 3:01    |
| 3.               | "Wake Me Up" (Gravitas Club Mix)                  | 5:29    |

### Versões
Essas são as versões oficiais e remixes realizados em suas respectivas tracklists:
| Versão                        | Onde foi lançado                                                             |
| ----------------------------- | ---------------------------------------------------------------------------- |
| Album Version                 | What Will the Neighbours Say?, "Wake Me Up" single, The Sound of Girls Aloud |
| Tonys Lamezma's "Love Affair" | "Wake Me Up" single                                                          |
| Gravitas Club Mix             | "Wake Me Up" single                                                          |
| Video                         | "Wake Me Up" single, Girls on Film (DVD), Style (DVD)                        |
| Demo Version                  | The Sound of Girls Aloud (Disco Bônus)                                       |

## Desempenho nas paradas
"Wake Me Up" foi o primeiro single das Girls Aloud a não alcançar o top 3 no UK Singles Chart. O single alcançou o quarto lugar, passando cinco semanas no Top 4. Na Irlanda, o single chegou ao sexto lugar, passando sete semanas no Top 40.

### Posição nas Paradas
| Chart (2005)                | Posição |
| --------------------------- | ------- |
| Reino Unido - Singles Chart | 4       |
| Irlanda                     | 6       |
| Polónia                     | 12      |
| Grécia                      | 15      |